# Teatro comunale Carlo Zampighi
Il Teatro comunale Carlo Zampighi è un teatro situato a Galeata, in provincia di Forlì-Cesena.
Realizzato in forme neoclassiche, il teatro è stato intitolato nel 2015 alla memoria del tenore forlivese Carlo Zampighi.

## Storia
Il teatro di Galeata è ubicato nell'ala sinistra di un elegante palazzo con porticato centrale, costruito agli inizi del Novecento per ospitare la scuola elementare. Attualmente gli ambienti dell'ala destra accolgono la sezione staccata dell'Istituto professionale per l'artigianato "U. Comandini" di Cesena. Sotto il porticato, all'ingresso della scuola, alcune vetrine espongono i lavori degli allievi, mentre varie lapidi che ricordano personaggi galeatesi "rendono l'ingresso al teatro una sorta di interessante museo". Una lapide, in particolare, dedicata a Pietro Cortesi caduto in Eritrea nel 1896, recita "Pietro Cortesi da Abba Garima grida all'Italia che, per l'insipienza dei duci, per la viltà dei propositi, anche il valore è vano". Risale al 1929 l'adattamento di parte dell'edificio a sala teatrale che, se si escludono alcuni interventi per rendere più agevole l'ingresso in galleria effettuati al termine della seconda guerra mondiale, ha visto solo negli anni Ottanta lavori di recupero di una certa consistenza, riferiti a opere di manutenzione e restauro, nonché di ristrutturazione distributiva e ridefinizione funzionale. Questo ad indicare che si intendeva recuperare il teatro anche alla sua destinazione originaria, cioè di struttura per l'allestimento di spettacoli di prosa. Infatti negli ultimi decenni prima dell'inizio dei lavori, il locale era adibito prevalentemente a sala per proiezioni cinematografiche, per balli e per incontri pubblici. 
Nel 1981, su progetto dell'ingegnere Flavio Foietta, hanno inizio le prime opere urgenti sul coperto e sul soffitto della sala, decorato a stucchi, il cui livello di deterioramento causato da infiltrazioni d'acqua ha reso necessario il rifacimento, secondo il modello originario. Tra gli interventi si segnala il recupero dell'ambiente sottopalco da utilizzare come camerino, deposito costumi e macchine di scena. La sala, rettangolare, presenta sul fondo, di fronte al palcoscenico, una balconata ad andamento curvilineo, semplicemente decorata a motivi geometrici attorniati da una sottile cornice di stucco.
In base ad una convenzione tra il Comune e l'Associazione culturale ricreativa locale "Teodorico", da ottobre a febbraio è adibita a proiezioni cinematografiche. Per quanto si riferisce all'attività teatrale, Galeata rientra nel circuito dei piccoli e medi teatri della Romagna, con la gestione e la direzione artistica della Cooperativa "Accademia Perduta - Romagna Teatri" di Ravenna e Forlì, che allestisce una stagione primaverile di teatro comico e un ciclo di rappresentazioni teatrali per i ragazzi delle scuole di Galeata, Civitella di Romagna e Santa Sofia. In estate la sala viene occasionalmente aperta per l'esecuzione di concerti tenuti da partecipanti a stages estivi di musica, organizzati nella vicina cittadina di Santa Sofia.